# Келадіон Александрійський
Келадіон (Келадіонус) Александрійський - 9-ий Папа і Патріарх Александрійський, правив з 152 по 166 роки.

## Біографія
Келадіон народився в Александрії, Єгипет. Був дуже популярним серед людей як праведний і мудрий. Келадіон був обраний патріархом у 152 році під час правління Антоніна Пія.
Коли Келадіон прийняв керівництво Патріархатом, він доглядав за починаннями, які йому залишили його попередники. Роки його керівництва були мирними, і ніщо не заважало спокою християн.
Келадіон керував чотирнадцять років, шість місяців і три дні і помер під час правління імператорів Марка Аврелія і Луція Вера, 9-го числа Епіпа (16 липня) 166 року.

## Зовнішні посилання
- Офіційний веб-сайт коптського православного папи Олександрійського та Патріарха всієї Африки на Святому Престолі Святого Апостола Марка
- Коптські документи французькою мовою